# Christian Levavasseur
Christian Levavasseur (Dinan, 9 marzo 1956) è un ex ciclista su strada francese.
Professionista tra il 1978 ed il 1985, vinse una tappa alla Vuelta a España.

## Carriera
Levavasseur fu campione cadetto della Bretagna nel 1973. Da dilettante vinse inoltre, nel 1977, una tappa al Tour de l'Avenir. Passato professionista nel 1978 con la Miko-Mercier-Hutchinson, si aggiudicò invece tappa alla Vuelta a España nel 1979, vestendo la maglia amarillo per sette tappe, la Route Nivernaise nel 1980 e il Grand Prix de la côte normande nel 1981. Nel 1980 vinse anche, ex aequo con il connazionale Didier Vanoverschelde, il Premio della combattività al Tour de France.
In carriera partecipò a cinque edizioni del Tour de France ed una della Vuelta a España, nel 1979, vincendo una tappa e indossando la maglia amarillo di leader della classifica generale per sette giorni. Dopo il ritiro dal professionismo, avvenuto al termine della stagione 1985, tornò al ciclismo dilettantistico in Bretagna.

## Palmarès
- 1977 (dilettanti)

11ª tappa Tour de l'Avenir (Kingersheim > Ballon d'Alsace)
- 1979 (Miko-Mercier, una vittoria)

6ª tappa Vuelta a España (Murcia > Alcoy)
- 1980 (Miko-Mercier, una vittoria)

Route Nivernaise
- 1981 (Miko-Mercier, una vittoria)

Grand Prix de la Côte Normande
- 1988 (dilettanti)

Manche-Atlantique

### Altri successi
- 1979 (Miko-Mercier)

Criterium di Châteauroux
- 1980 (Miko-Mercier)

Premio della combattività Tour de France
Criterium di L'Île-d'Yeu

## Piazzamenti

### Grandi Giri
- Tour de France

1979: 51º
1980: 44º
1981: 77º
1982: non partito (2ª tappa)
1984: 110º
- Vuelta a España

1979: ritirato (17ª tappa)

### Classiche monumento
- Parigi-Roubaix

1980: 29º